# Echinocereus stoloniferus
El agi (Mayo); biznaguita, choya, hue tchuri (Guarijío) u órgano pequeño de estolones (Echinocereus stoloniferus) pertenece a la familia de las cactáceas (Cactaceae). La palabra Echinocereus viene del latín ‘echinus’ erizo y ‘cactus’ cactácea, es decir, plantas globosas espinosas. El término latino stoloniferous es por sus raíces que producen estolones, es decir, brotes laterales.

## Clasificación y descripción
Es una biznaga de la familia Cactaceae del orden Caryophyllales. Es descrita como una planta que se ramifica por estolones subterráneos; sus tallos son ovados a cilíndricos, de 9 a 30 cm de alto y 3 hasta 8 cm de diámetro, verde-grisáceos; presenta 11 a 16 costillas. Las areolas son ovales, tienen 10 a 16 espinas radiales, aciculares, setosas, cuando jóvenes negras o rojas, más tarde blanco-amarillentas con la punta oscura, con la edad grisáceas; espinas centrales 3 a 5, aciculares, la inferior porrecta, todas del mismo color que las radiales, pero más gruesas. Flores infundibuliformes, de 6 a 8 de alto y 8 a 10 cm de diámetro, amarillas. Fruto ovalado, espinoso, verde a rojizo, pulpa blanca. Semillas ovoides, tuberculadas, negras.

## Distribución
Es una planta endémica de México. Laderas occidentales de la Sierra Madre Occidental al este de Álamos, Sonora y en los límites de Sinaloa y Chihuahua.

## Hábitat
Se desarrolla desde los 650 a 1550 m s. n. m., sobre suelos de conglomerados de rocas volcánicas, en claros de bosques de encinos y bosques mixtos de pinos y encinos.

## Estado de conservación
La especie no es común, por lo que se propone en Protección especial (Pr) en el Proyecto de Modificación de la Norma Oficial Mexicana 059-2015. En la lista roja de la UICN se considera como de preocupación menor (LC). En CITES se valora en el apéndice II.